# 阿穆贾
阿穆贾，是一個烏古斯人部落，與建立奧斯曼帝國的卡耶部落關係密切。
他們在十四世纪末時從安納托利亞遷徙到巴爾幹半島，定居在色雷斯，今天他們一些人生活在克尔克拉雷利省。他們建立的第一條村莊在奇色爾里克，位於色雷斯的馬希耶山。

## 起源
他們來自卡耶部落酋長埃尔图鲁尔加齐兩個年長兒子岡達兹·阿爾普和薩魯·巴圖·薩伏齊貝伊。
他們説古奥斯曼土耳其語的其中一種方言。